# Бей в кость
«Бей в кость» (англ. Play It to the Bone) — американская спортивная драма 1999 года с Антонио Бандерасом и Вуди Харрельсоном в главных ролях.

## Сюжет
Теглайн фильма: «Никто тебя не ударит так сильно, как твой лучший друг».
Профессиональные боксёры и близкие друзья Цезарь и Винс когда-то подавали большие надежды, но каждый из них обоих по своему упустил свой шанс стать чемпионом и заработать денег. Теперь они перебиваются случайными заработками, однако в душе всё ещё надеются на «большой бой», который принесёт им славу и вознесёт на вершину профессионального бокса.
И вот судьба улыбается им. Бывший менеджер Цезаря предлагает им обоим выступить в так называемом «андеркарте» (второстепенном бою для разогрева публики) боя Майка Тайсона, пообещав, что победитель этого междусобойчика получит право на чемпионский бой.
Ввиду отсутствия денег на поездку в Лас-Вегас, Винс и Цезарь подбивают довезти их обоих до места на машине свою общую старую подругу Грэйс, с которой у каждого из них в своё время были отношения.
По пути в Вегас они подбирают авантюристку Лиа, выручившую их и расплатившуюся за них в придорожном ресторане.
Сюжет фильма состоит как бы из двух частей: совместной поездки главных героев по полупустынным просторам юга США на машине Грэйс, и собственно самого боя Винса и Цезаря и окружающих бой сопутствующих событий.

## В ролях
| Актёр                 | Роль            |
| --------------------- | --------------- |
| Антонио Бандерас      | Цезарь Домингес |
| Вуди Харрельсон       | Винс Будро      |
| Лолита Давидович      | Грейс           |
| Том Сайзмор           | Джо Домино      |
| Люси Лью              | Лиа             |
| Роберт Вагнер         | Хэнк Гуди       |
| Тони Кёртис           | Камео           |
| Уэсли Снайпс          | Камео           |
| Майк Тайсон           | Камео           |
| Кевин Костнер         | Камео           |
| Род Стюарт            | Камео           |
| Дженнифер Тилли       | Камео           |
| Наташа Грегсон Вагнер | камео           |